# ホモシステイン
ホモシステイン (homocysteine) は、必須アミノ酸のひとつであるメチオニンの代謝における中間生成物である。ホモシステインの代謝には、葉酸・ビタミンB6・ビタミンB12が関与している。

## 代謝

### 葉酸によるメチオニンの再生
メチオニンシンターゼ（MTR、EC 2.1.1.13）は、メチル葉酸を用いてホモシステインをメチオニンへと変換する。この酵素は亜鉛とコバミド(ビタミンB12)を含む。

### ベタインによるメチオニンの再生
メチル基転移酵素のBHMT(EC 2.1.1.5)は、ベタインを用いてホモシステインをメチオニンへと変換する。ベタインはジメチルグリシンになる。

### トランススルフレーション経路
トランススルフレーション経路とは、ホモシステインがシステインにまで変換される代謝経路のこと。
| 基質                      | 生成物                          | 酵素                            | 補因子          |
| ------------------------- | ------------------------------- | ------------------------------- | --------------- |
| ホモシステイン ＋ セリン  | シスタチオニン ＋ 水(H2O)       | シスタチオニンβシンターゼ (CBS) | ビタミンB6(PLP) |
| シスタチオニン ＋ 水(H2O) | システイン ＋ α-ケト酪酸 ＋ NH4 | シスタチオニン γ-リアーゼ       | 同上            |

## 医学における意義
先天性ホモシステイン尿症において、患者はシスタチオニンβシンターゼ遺伝子の欠損により、高ホモシステイン血症を来す。結果として尿中にホモシステインが排泄されるようになる。患者は若年にもかかわらず（場合によっては10代から20代であっても）、心筋梗塞や脳卒中（脳梗塞）の原因となる動脈硬化を来すことがある。
先天性ホモシステイン尿症は新生児スクリーニング検査の対象疾患である。
上記の事柄からホモシステインと動脈硬化性疾患の関連が示唆され、フラミンガムスタディや、日本での前向きコホート研究が進められている。ホモシステインの基準値については血液検査の参考基準値#アミノ酸を参照のこと。

### 関連する研究
高ホモシステイン血症は認知症ならびアルツハイマー病との関連性を指摘する研究があるほか、脳梗塞の危険因子として示唆されている。

テトラヒドロ葉酸（THF）による代謝とビタミンB12によるTHFの再生産、:de:Folsäure=葉酸、DHF=ジヒドロ葉酸、THF=テトラヒドロ葉酸、Vit.B12=ビタミンB12、Methyl-Vit.B12=メチルコバラミン、Methionin=メチオニン、Methionin Syntase=5-メチルテトラヒドロ葉酸-ホモシステインメチルトランスフェラーゼ、Homocystein=ホモシステイン、N5-Methyl-THF=5-メチルテトラヒドロ葉酸、N5,N10-Methylene-THF=5,10-メチレンテトラヒドロ葉酸、N10-Formyl-THF=10-ホルミルテトラヒドロ葉酸、dUMP=デオキシウリジン一リン酸、NADPH、DNA